# Bediani
Bediani (Georgisch: ბედიანი) is een 'nederzetting met stedelijk karakter' (daba) in het zuiden van Georgië in de regio Kvemo Kartli. De plaats is gesitueerd in de beboste kloof van de Chrami-rivier, op 870 meter boven de zeespiegel, in de zuidoostelijke hoek van de gemeente Tsalka.

## Geschiedenis
Op de plek van Bediani waren in het verleden een paar kloostercomplexen waarvan de geschiedenis teruggaat tot de vroege middeleeuwen. De kathedraal en het klooster in Bediani hielden op te functioneren met de communistische overname en de oprichting van de Sovjet-Unie.

### Bouw waterkrachtcentrales
Pas in 1954 werd de nederzetting Bediani opgericht, ten behoeve van de aanleg van de Chrami-waterkrachtcascade. In dat jaar begon de bouw van de Chrami-II waterkrachtcentrale, die openging in 1963. De eerste bewoners van Bediani waren de arbeiders die hieraan werkten. In het nabijgelegen Chramhesi werd een aantal jaren eerder de Chrami-I waterkrachtcentrale in gebruik genomen. 

### Psychoneurologische ziekenhuis

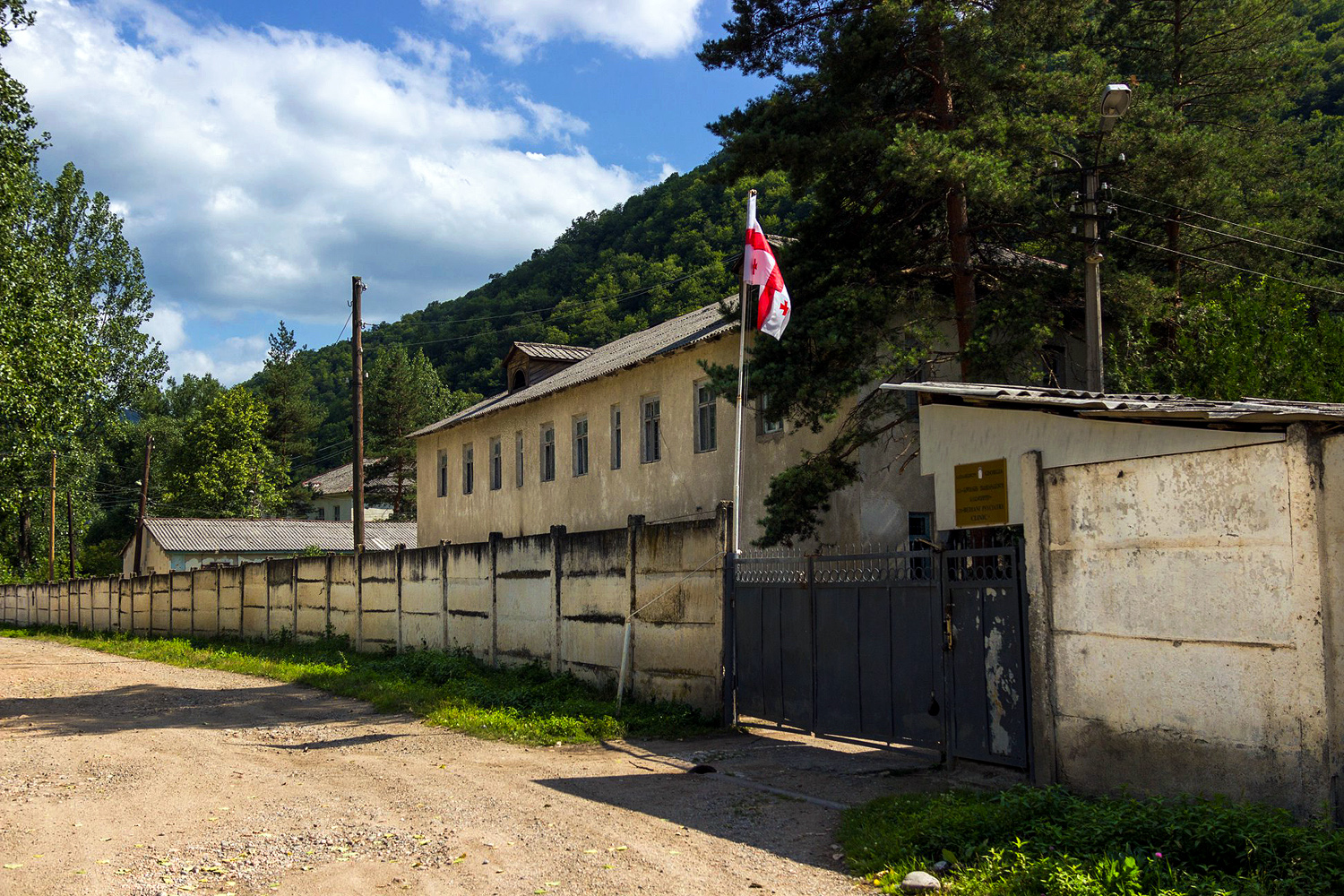
Psychiatrisch hospitaal in Bediani.

Het voortbestaan van het dorp werd in 1963 bestendigd met de opening van het "Republikeinse Psychoneurologische Ziekenhuis", dat plaats bood voor 800 patiënten. Vanwege deze nationaal belangrijke functie werd de status 'nederzetting met stedelijk karakter' (დაბა, daba) aan Bediani toegekend. Door de groei van Bediani kwamen er ook andere faciliteiten, waaronder een school voor 220 leerlingen. Deze groei bleek van korte duur. De economische en politieke crisis in de Sovjet-Unie eind jaren 1980 en de daaropvolgende crisis in de jaren 1990 in het onafhankelijk geworden Georgië resulteerde in een sterke afname van de bevolking van Bediani.
Met name de Griekse gemeenschap emigreerde net als elders in het district Tsalka. De psychiatrische kliniek in Bediani telde in 2018 ruim 150 patiënten, de derde grootste in Georgië en is daarmee nog steeds een van de belangrijkere psychiatrische instellingen in het land. Een groot deel van de patiënten verblijft er meerdere jaren. De toekomst van de instelling en daarmee het dorp staat geregeld ter discussie. Sinds 1999 is er een kleinschalig weeshuis naast het lokale klooster, opgericht door de orthodoxe kerk.

## Demografie
Begin 2024 had Bediani 125 inwoners, een daling sinds de volkstelling van 2014. Volgens deze volkstelling was de bevolking in meerderheid Georgiërs (55%), met Armeense (20%) en Griekse (7%) minderheden. De sterke bevolkingsdaling kwam vooral door de massale emigratie van Grieken naar Griekenland in de jaren 1990. In latere jaren was er sprake van leegloop in plattelandsgemeenschappen door gebrek aan economische activiteit en perspectief.
| Aantal               | - | 2435 | 1584 | 1263 | 344 | 148 | 138 | 125 |
| Verantwoording data: |   |      |      |      |     |     |     |     |

## Vervoer
Bediani ligt afgelegen van belangrijke centra in de regio Kvemo Kartli, zoals Tsalka, Tetritskaro en Dmanisi, maar ligt op de kruising van nationale hoofdwegen naar deze drie plaatsen. De nationale route Sh33 verbindt het dorp in westelijke richting met Chramhesi, Trialeti en het gemeentelijk centrum Tsalka. In de oostelijke richting worden Tetritskaro en Marneoeli bereikt. In het dorp takt de Sh68 van de Sh33 af en voert zuidwaarts Dmaninsi.

## Foto's

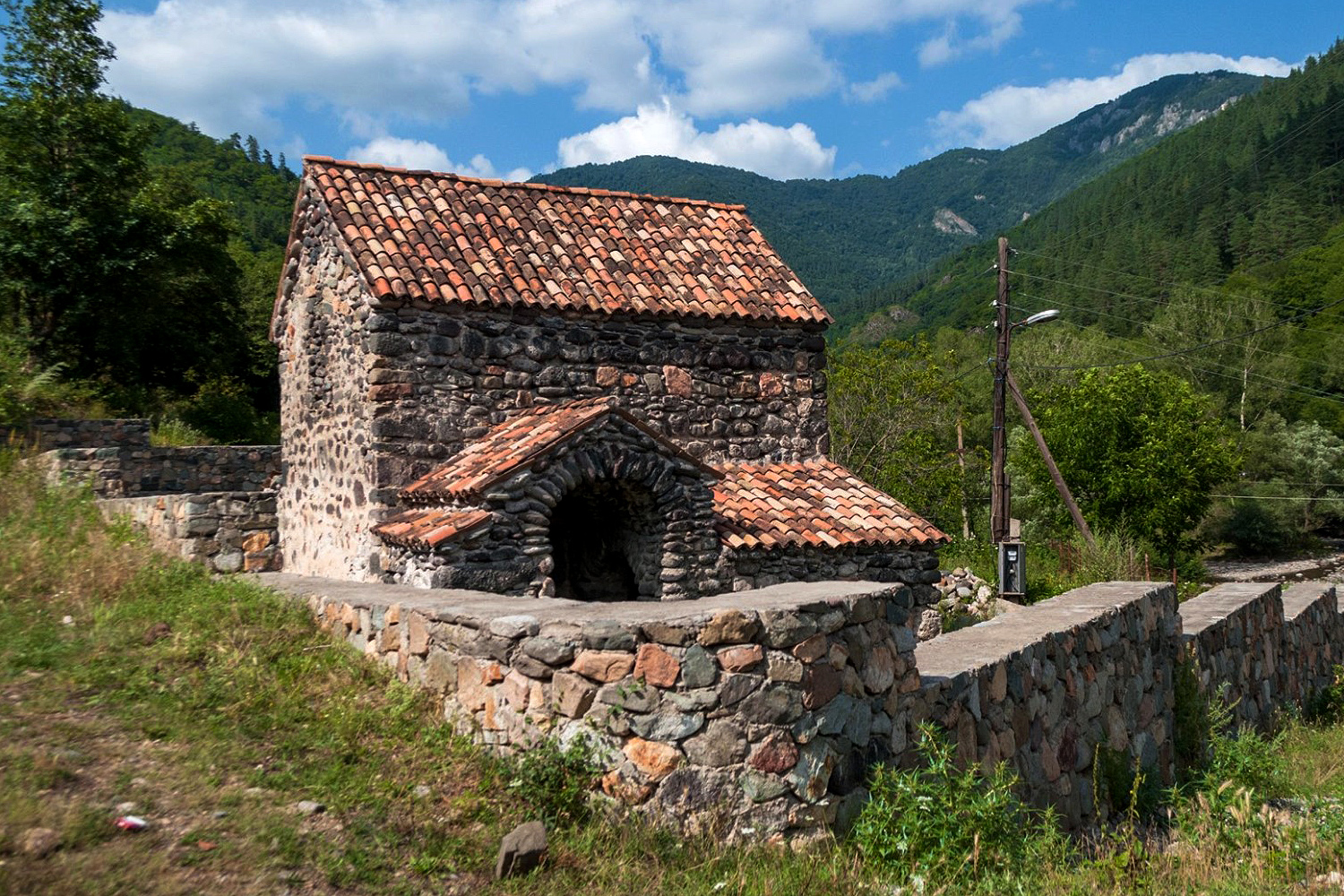
9e-eeuwse Vardischala Sint joriskerk
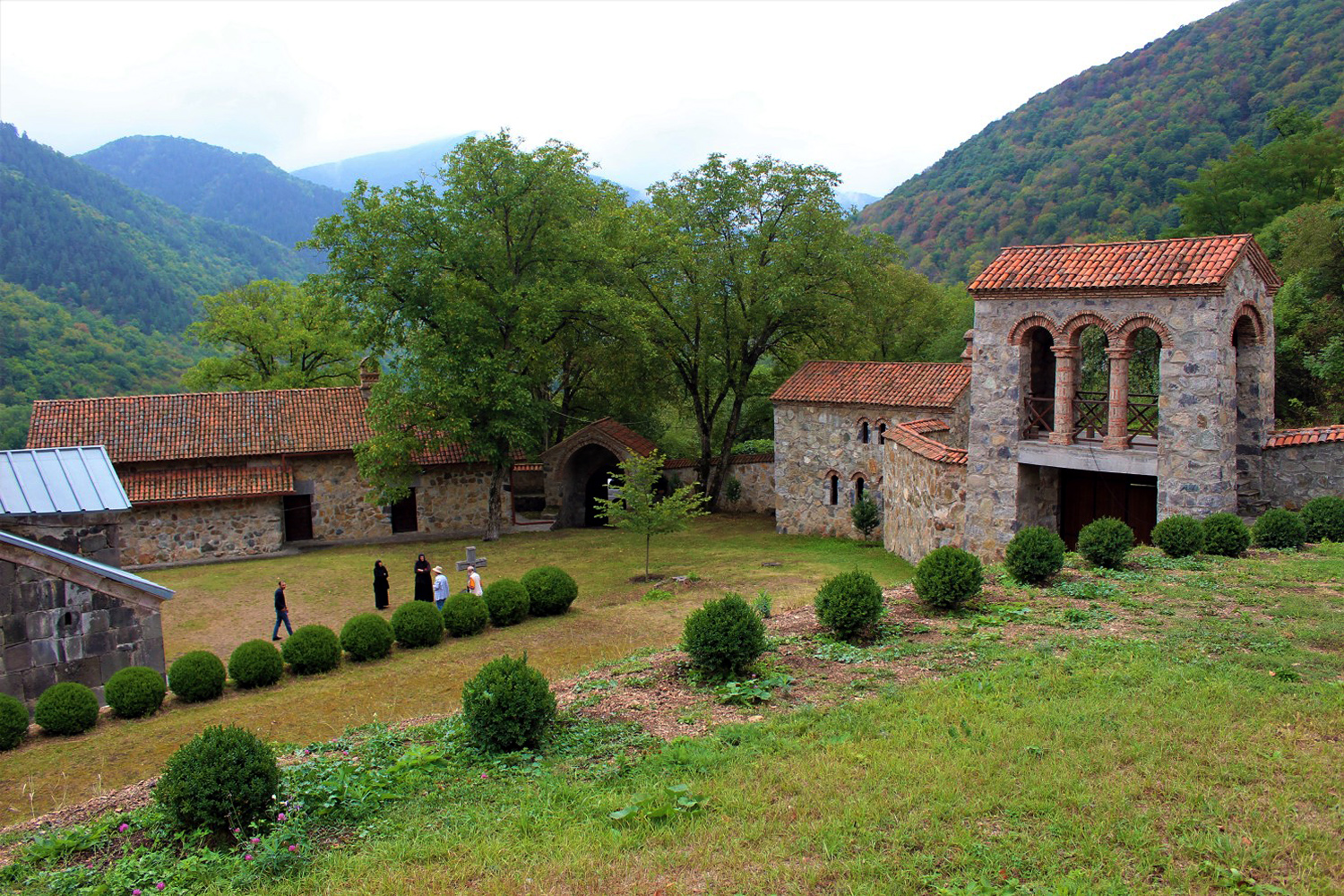
11e-eeuwse klooster
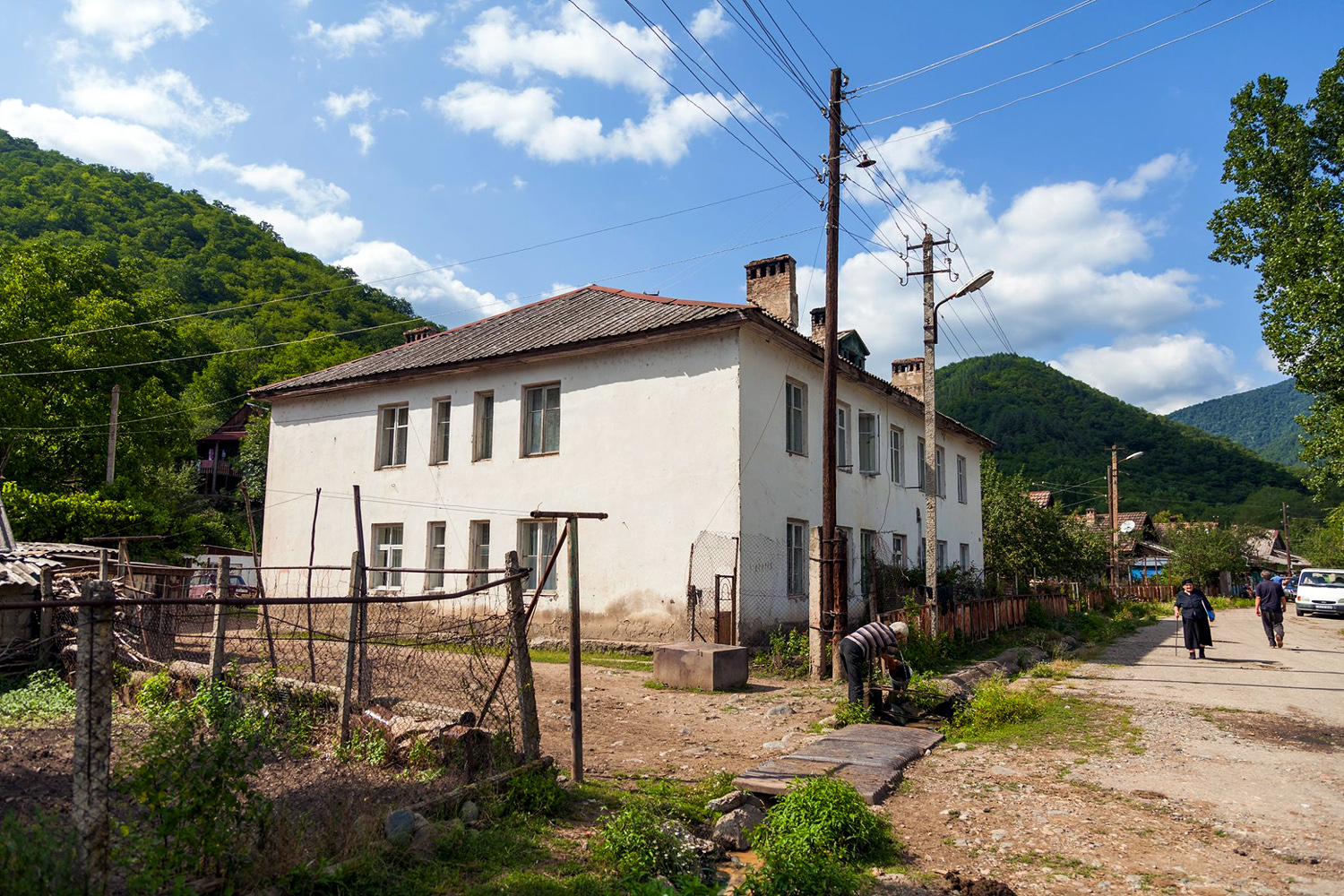
Een straat in Bediani